# 바우엘레주

바우엘레주의 위치

바우엘레주(프랑스어: Bas-Uele)는 콩고 민주 공화국 북부에 위치한 주로 주도는 부타이며 면적은 148,331 km2, 인구는 1,093,845명(2005년 기준), 인구 밀도는 7.4명/km2이다.
2006년에 개정되어 2015년에 시행된 콩고 민주 공화국 헌법에 따라 동부주에서 분리되어 신설되었다. 동쪽으로는 오트우엘레주, 남쪽으로는 초포주, 서쪽으로는 몽갈라주, 북우방기주와 접하며 북쪽으로는 중앙아프리카 공화국과 국경을 접한다.